# Mémorial naval de Laboe
Le mémorial naval de Laboe (Marine-Ehrenmal Laboe) est un monument allemand élevé en mémoire des marins tués pendant la Première Guerre mondiale, situé à Laboe, dans la baie de Kiel. Sous occupation britannique à la suite de la victoire des alliés, ce lieu a été étendu de force aux marins disparus pendant la Seconde Guerre mondiale de toute nationalité, en 1954.

## Historique

### Un mémorial de la Première Guerre mondiale
La Première Guerre mondiale a coûté beaucoup de victimes à la marine impériale allemande, aussi est-il décidé en 1925 d'édifier un mémorial en hommage aux marins disparus en mer, comme lieu de recueillement. L'initiative en revient à un ancien matelot, Wilhelm Lammertz, qui fait la proposition au Deutscher Marinebund, en mémoire de 34 886 camarades de combat disparus. La municipalité de Laboe met à disposition un terrain donnant sur la mer et la première pierre est posée, le 8 août 1927, pour une construction de style expressionniste rappelant les proues des drakkars de vikings, tandis que les travaux sont financés par souscription nationale et par la ville de Kiel. L'architecte est le professeur Gustav August Munzer (en), qui voulait aussi donner l'image d'une flamme montant vers le ciel. Les travaux sont cependant interrompus au bout de cent-un jours à cause de la crise économique et financière. Ils reprennent en juin 1933 et le monument est solennellement inauguré, le 30 mai 1936, année du vingtième anniversaire de la terrible bataille du Jutland. La cérémonie d'inauguration se déroule en présence d'Adolf Hitler.

### Un mémorial à tous les marins
Le complexe mémorial est pris par la marine britannique à la fin de la guerre en 1945 qui en expulse le Deutscher Marinebund chargé de sa conservation. Les Alliés le rendent en 1954 au nouveau Deutscher Marinebund avec l'obligation d'étendre ce lieu de mémoire aux victimes de la marine allemande des deux guerres mondiales, ainsi qu'à ses ennemis. Il est décidé en 1996 d'étendre la commémoration à tous les marins en général et d'évoquer la liberté des mers.

## Caractéristiques

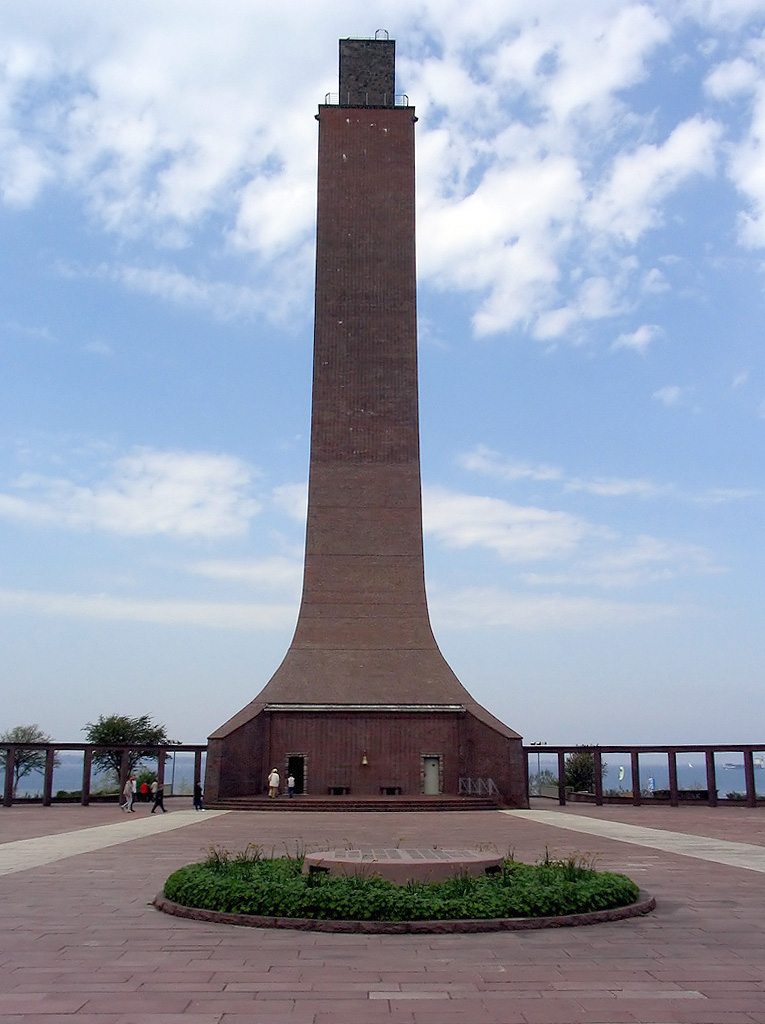
Vue de l'arrière de la tour

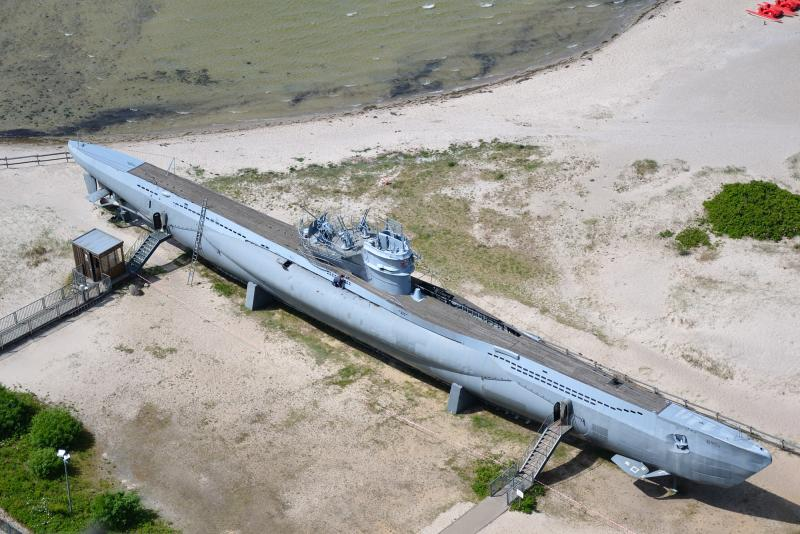
Le U-995, de Type VII C, au mémorial naval de Laboe.

La tour mesure 72 mètres de haut, 31,5 m de long et 13,80 m de large, à 85 mètres au-dessus du niveau de la mer Baltique et il faut faire l'ascension de 341 marches pour en atteindre le sommet, ou bien prendre l'un des deux ascenseurs.
La tour est entourée d'un complexe de 5,7 hectares avec une terrasse de 7 000 m2 de grès, un bâtiment d'exposition présentant l'histoire de la marine allemande avec de nombreux modèles réduits de navires et toute sorte d'objets.
La marine de l'Allemagne fédérale a, quant à elle, demandé un lieu séparé, qui se trouve à l'entrée, pour la mémoire de ses marins qui « ont laissé la vie depuis 1955, en accomplissant leur devoir » selon ce qui est inscrit du côté gauche, et pour les victimes civiles de catastrophes en mer, selon ce qui est écrit sur la droite.
Le sous-marin U-995 est exposé à proximité de la tour.